# 神田秀一 (ジャーナリスト)
神田 秀一（かんだ ひでかず、1935年 - ）は、日本の皇室ジャーナリスト。

## 来歴
1935年、東京都生まれ。1958年、早稲田大学を卒業後、九州朝日放送にアナウンサーとして入社。1961年、日本教育テレビ（現：テレビ朝日）に移籍。アナウンサーを経て報道局へ異動。1974年、BBC（英国放送協会）へ出向（記者・リポーター・番組制作）。1977年、テレビ朝日に復帰し記者となる。1978年、宮内庁記者クラブ（宮内記者会会員）《宮内記者会に17年間在籍》。1995年にテレビ朝日を定年退職。1995年から桜美林大学の就職部長兼任講師として「マスコミ論」「文章表現法」など担当。2005年に同大学を定年退職。2006年から2015年まで学習院女子大学非常勤講師を務めた。1996年から日本記者クラブ会員、皇室ジャーナリストとして活動、現在に至る。

## 発言
2009年4月20日にワイド!スクランブルで、神田が「公務については天皇陛下から皇太子殿下に宿題が出ている」「2009年1月から天皇陛下の公務軽減という措置を宮内庁が打ち出していてこれに関連して天皇陛下の公務の一部を皇太子ご夫妻ができるだけ代われるものは代わりましょうと」といった旨の発言を行ったが、宮内庁はそのような事実はないと否定している。

## 出演
- ニュースステーション（気象キャスター）
- サンデープロジェクト（コメンテーター）

## 著書
- 『心に響く皇室の所作』 辰巳出版 2013年
- 『公共放送BBCの研究』 原麻里子・柴山哲也編著 ミネルヴァ書房 2011年 所収｢BBCの王室報道―独立中正と明晰な客観報道｣